# Corte (cinema)
Corte, em cinema e audiovisual, é a passagem de um plano a outro.
Segundo o Dicionário Houaiss, o corte pode ser definido, no processo de filmagem, como a "interrupção de uma tomada que está sendo captada pela câmara"; no processo de montagem, como a "interrupção de uma tomada e passagem imediata para outra imagem". Do ponto de vista do espectador do filme pronto, o corte é a sensação de mudança de ponto de vista ocorrida quando, na projeção, o filme troca de plano.
Todo corte, portanto, pressupõe a existência de dois planos: o que vem antes do corte (por convenção chamado de "plano A") e o que vem depois do corte ("plano B").

## Classificação dos cortes
Os cortes podem ser classificados, segundo Noël Burch, de acordo com a modificação espacial ou com a modificação temporal estabelecida entre os planos A e B.
Outra classificação possível dos cortes é quanto à pontuação. Neste sentido, um corte pode ser direto, em fade, em fusão em sobreposição, ou ainda alguma variante dessas possibilidades básicas.
Corte direto (também chamado de corte seco ou corte simples, ou ainda corte propriamente dito; em inglês, straight cut) ocorre quando a passagem de um plano a outro se dá sem qualquer estado intermediário: o último fotograma ou frame do plano A é imediatamente sucedido pelo primeiro fotograma/ frame do plano B.
Fade é quando a passagem entre um plano e outro se dá de forma gradual, sendo que o estado intermediário é uma imagem neutra (tela preta, tela branca ou de qualquer cor). Fade out é o desaparecimento gradual do plano A até uma imagem neutra. Fade in é o aparecimento gradual do plano B a partir de uma imagem neutra.
Fusão (em inglês dissolve) é outra forma gradual de corte, em que o estado intermediário é uma "mistura" entre o plano A e o plano B: no decorrer da fusão (que pode durar alguns fotogramas ou mesmo alguns segundos), a imagem do plano A vai gradualmente desaparecendo enquanto a imagem do plano B vai surgindo.
Sobreposição (em inglês, superimpose ou apenas super) é quando dois planos (isto é, duas imagens captadas de forma independente) coexistem na tela durante algum tempo.